# NGC 7610
NGC 7610 (другие обозначения — NGC 7616, PGC 71087, ZWG 432.42, UGC 12511, KUG 2317+099B, MCG 2-59-25, IRAS23171+0954) — спиральная галактика с перемычкой (SBc) в созвездии Пегас.
Этот объект занесён в новый общий каталог несколько раз, с обозначениями NGC 7610, NGC 7616, и входит в число перечисленных в оригинальной редакции «Нового общего каталога».